# Лео Мур
Ле́о Мур (Лео́нтий Игна́тьевич Мурашко) (20 июля 1889—20 июля 1938) — советский кинорежиссёр, сценарист и актёр, сумевший перенести в СССР опыт киностудий США.

## Биография
Родился в 1889 году в Себеже, Витебской губернии, учился в Вильно в среднем техническом училище. В середине 1900-х годов начал революционную деятельность, член партии социалистов-революционеров (ПСР) с 1904 по 1910 год, в 1907 году был арестован и на четыре года сослан на каторгу. Отбыв наказание, в 1911 году эмигрировал в США, где работал помощником режиссёра, актёром и администратором на разных кинофирмах, в том числе у самого Гриффита.
По возвращении в СССР в 1923 году вошёл в состав Первой государственной кинофабрики в Москве уже в качестве режиссёра.
 В 1930-х годах с приходом звукового кино посвятил себя написанию киносценариев, книг и статей о советском и американском кинематографе.
Скончался 20 июля 1938 года. Урна с прахом в колумбарии Донского кладбища.

## Фильмография

### Режиссёр
- 1924 — Тёплая компания
- 1925 — Волки / Чёрное дело
- 1926 — Красная Пресня
- 1926 — Мамут и Айше / Свадьба Борали[4]
- 1926 — Песнь на камне
- 1929 — Дочь Гиляна

### Сценарист
- 1924 — Сова
- 1924 — Тёплая компания
- 1926 — Мамут и Айше / Свадьба Борали
- 1929 — Дочь Гиляна
- 1934 — Хрустальный дворец (совм. с Г. Гричер-Чериковером)
- 1938 — Детство маршала (совм. с И. Всеволожским, Н. Лебедевым)

### Актёр
- 1926 — Мамут и Айше / Свадьба Борали — полковник Лепетуха[5]